# Vera (seizoen 11)
Dit artikel vat het elfde seizoen van Vera samen. 

## Rolverdeling

### Hoofdrollen
- Brenda Blethyn - DCI Vera Stanhope
- Riley Jones - DC Mark Edwards
- Jon Morrison - DC Kenny Lockhart
- Kenny Doughty - DS Aiden Healy
- Ibinabo Jack - DC Jacqueline Williams
- Paul Kaye - dr. Malcolm Donahue

## Afleveringen
| Nr. | Aflevering | Titel                  | Schrijver               | Regisseur    | Uitzenddatum     |  |
| --- | ---------- | ---------------------- | ----------------------- | ------------ | ---------------- |  |
| 41 | 1          | Witness                | Paul Logue              | Paul Gay     | 29 augustus 2021 |  |
| Wanneer de gerespecteerde lokale aannemer Tullman vermoord wordt gevonden gaat Vera met haar team op onderzoek uit. Vera vraagt zich af hoe zo’n schijnbare geliefde figuur zo agressief aangevallen kon worden. |            |                        |                         |              |                  |  |
| 42 | 2          | Recovery               | Christiana Ebohon-Green | Colette Kane | 5 september 2021 |  |
| Wanneer een hulpverlener in de bossen van Northumberland nationaal park vermoord wordt gevonden gaat Vera en haar team op onderzoek uit. Was dit een verrassingsaanval of een zeer zorgvuldig gepland hinderlaag. |            |                        |                         |              |                  |  |
| 43 | 3          | Tyger Tyger            | Paul Matthew Thompson   | Paul Gay     | 9 januari 2022   |  |
| Wanneer veiligheidsvoorman Gary Mallon tijdens een overval op een containerhaven wordt gedood gaat Vera en haar team op onderzoek uit. Het bewijs laat zien dat dat de gedurfde overval niet volgens plan verliep, en Vera begint te vermoeden dat de overval een inside job was. |            |                        |                         |              |                  |  |
| 44 | 4          | As The Crow Flies      | Sally Abbott            | Waris Islam  | 16 januari 2022  |  |
| Een basisschoolleraar wordt dood op de bodem van een kustklif aangetroffen, en Vera en haar team gaat op onderzoek uit. Op het eerste gezicht lijkt hij door een noodlottig ongeluk te zijn overleden, maar als Vera bewijs ontdekt dat er met het lichaam is geknoeid wordt deze zaak een moordzaak.                                                                                                 |            |                        |                         |              |                  |  |
| 45 | 5          | Vital Signs            | Paul Logue              | Rob Evans    | 2022             |  |
| Wanneer in een uitgebrande auto dat geparkeerd stond in een steengroeve een lichaam, dat gewikkeld is in een doek, wordt gevonden, gaat Vera en haar team op onderzoek uit. |            |                        |                         |              |                  |  |
| 46 | 6          | The Way the Wind Blows | Michael Bhim            | Chris Foggin | 2022             |  |
| Wanneer het dode lichaam van Lisa Mullworth op een rivierbank aanspoelt gaat Vera en haar team op onderzoek uit. het slachtoffer was HR-adviseuse van een lokale pijpbedrijf. Vera ontdekt dan een hoop leugens van haar familie over Lisa, hun verblijfplaats en hun kennis van de algehele situatie. Om de dader te vinden moet Vera een web van intriges, verraad en verloren beloftes ontrafelen. |            |                        |                         |              |                  |  |